# Maslanino
Maslanino – osiedle typu miejskiego w Rosji, w obwodzie nowosybirskikm. W 2009 liczyło 13 359 mieszkańców.